# Futebol do Acre
O futebol do Acre é dirigido pela Federação de Futebol do Estado do Acre. A sua principal competição profissional é o Campeonato Acriano de Futebol.
Os maiores clubes do futebol acriano reconhecidos nacionalmente são o Rio Branco, o Atlético Acreano, o Juventus, e o Independência, ambos times de Rio Branco. Os três ja conquistaram o Campeonato Acriano 80 vezes. Sendo assim, foi contabilizado 47, 8, 14 e 11 títulos para cada equipe, respectivamente.
O quinto grande clube de tradição no Acre é o Vasco da Gama que tem quatro conquistas estaduais

## Estádios
O principal estádio de futebol no Acre é a Arena da Floresta. A Arena da Floresta foi inaugurada em 17 de dezembro de 2006 com uma partida entre o Rio Branco e a Seleção Brasileira de Futebol Sub-20, e desde então é o principal palco para os principais jogos do Campeonato Acriano e para as partidas dos clubes acrianos, especialmente os da capital, em competições regionais e nacionais. No entanto, os estadios do interior vêm despontando em importância novamente dado o volume de investimentos em reformas realizadas pelo governo estadual. São eles: 
- Estádio Arena do Juruá
- Estádio José de Melo
- Estádio Antônio Aquino Lopes

## Competições
Campeonato Acriano Série A
Ver artigo principal: Campeonato Acriano de Futebol
Campeonato Acriano Série B
Ver artigo principal: Campeonato Acriano de Futebol - Segunda Divisão